# Lene Mykjåland
Lene Mykjåland (* 20. Februar 1987, in Kristiansand, Norwegen) ist eine norwegische ehemalige Fußballspielerin, die zuletzt von 2013 bis 2016 für Lillestrøm SK Kvinner und von 2007 bis 2016 für die Norwegische Fußballnationalmannschaft der Frauen spielte.

## Werdegang

### Vereine
Mykjåland holte mit Røa IL dreimal in Norwegen das Double (Meisterschaft und Pokalsieg), wechselte dann 2010 in die Women’s Professional Soccer zu Washington Freedom. Nach einem Jahr kehrte sie zu Røa IL zurück und gewann 2011 erneut die norwegische Meisterschaft. Von 2013 bis 2016 spielt sie für Lillestrøm SK Kvinner. Mit Lillestrøm nahm sie an der UEFA Women’s Champions League 2015/16 und 2016/17 teil, wo sie im Achtel- bzw. Sechzehntelfinale ausschieden.

### Nationalmannschaften
Sie nahm mit der U-19-Mannschaft an der U-19-Fußball-Europameisterschaft der Frauen 2003 teil, bei der die Mannschaft im Finale an Frankreich scheiterte. 2005 erreichte sie mit der U-21-Mannschaft das Finale des Nordic Cups, in dem sie gegen die USA unterlagen. 2006 reichte es beim Nordic Cup zu Rang 5.
Am 7. März 2007 machte sie mit 20 Jahren beim Algarve-Cup im Spiel gegen Deutschland ihr erstes A-Länderspiel. Sie stand im norwegischen Kader für die Weltmeisterschaft 2007, wo sie in den drei Gruppenspielen eingesetzt wurde, und die Olympischen Spiele in Peking, wo sie zwei Gruppenspiele bestritt. 2009 kam sie zu keinen Einsätzen, 2010 wurde sie wieder beim Algarve-Cup eingesetzt, bei dem Norwegen den sechsten Platz belegte. Beim 14:0 gegen Mazedonien in der WM-Qualifikation erzielte sie zwei Tore. Sie stand im Kader für die WM 2011 in Deutschland. Beim Vorrundenaus der norwegischen Mannschaft kam sie in zwei Spielen zum Einsatz. Bei der EM 2013, bei der Norwegen Vizemeister wurde, kam sie lediglich im ersten Spiel gegen Island zum Einsatz.
Sie gehörte auch zum Kader für die WM 2015 und wurde in allen vier Spielen eingesetzt, schied mit ihrer Mannschaft aber im Achtelfinale aus.
Nach der WM kam sie noch in der Qualifikation für die EM 2017 und der Olympiaqualifikation zum Einsatz. Ihr 91. und letztes Spiel bestritt sie am 7. Juni 2016 gegen Wales.
Nach der Saison 2016 beendete sie ihre Karriere.

## Erfolge
- Norwegischer Meister 2007, 2008, 2009, 2011 (mit Røa IL), 2014, 2015, 2016 (mit Lillestrøm SK Kvinner)
- Norwegischer Pokalsieger 2006, 2008, 2009 (mit Røa IL), 2014, 2015, 2016 (mit Lillestrøm SK Kvinner)[9]
- Vizeeuropameisterin 2013

## Auszeichnungen
- Spielerin des Jahres in der Toppserien 2016[10]